# Українсько-Кримська Економічна Війна
Українська блокада Криму — припинення поштового і телеграфного сполучення між Кримом та Україною

## Передумови
10 червня 1918 року, ще до початку економічної блокади, міська дума Феодосії затвердила таксу на продукти першої потреби. 18 червня вже Севастопольська міська управа заслухала доповідь чиновника, делегованого до столиці Криму клопотати про поставки продовольства. У Сімферополі відповіли, що хліба немає. Як писала того дня газета «Прибой»,

Страшний кошмар голоду цілого міста неминучий і немає жодної надії на швидку допомогу з боку кримського уряду. В силу цього продовольча управа заявила німецькій владі, що вона складає з себе всяку відповідальність за кошмар голоду, який має відчути населення за 3-4 дні.

## Початок Блокади
20 червня український уряд призначив Олександра Десницького «округовим» старостою Таврійської губернії (десятьма днями раніше він же став представником УД при 52-му німецькому корпусі Роберта фон Коша), а вже наступного дня новий посадовець своїм розпорядженням припинив ввезення до Криму молока, яєць та де- яких інших видів продовольства.
25 червня, у день формального розриву кримсько-українських політичних відносин, обірвалася і економічна співпраця. Так, цього дня на черговому засіданні Ради Міністрів УД пунктом 6 поряд- ку денного розглядалося питання «Про асигнування 20 000 карб. на ремонт санаторії при Сакській грязелікарні». Як вже згадувало- ся вище, наприкінці травня Україна виділила 1 мільйон карбованців асигнувань на порт Севастополя, а самому місту направила «цукор та інші необхідні населенню міста» продукти. Але тепер все змінилося, і щодо Сак ухвалили геть протилежне рішення: Визнати, що з огляду на теперешнє становище у Криму законопроект не розглядати.
Ось що записав 28 червня 1918 року у своєму щоденнику тодішній голова Української телеграфної агенції Дмитро Донцов: 

Гетьман сміявся. Говорив з ним про Крим, про нові кроки, конечні, щоби змусити кримський уряд числитися з Україною економічний бойкот, у разі потреби блокада півострова з нашої сторони. Не знати що з того вийде, бо німці хваляться, що довозитимуть все потрібне кримчанам Дунаєм. Гетьман обіцяв прийняти кримську делегацію, яку я мушу щойно намовляти піти до гетьмана.

Того ж 28 червня український уряд з ініціативи міністра шляхів сполучення Бориса Бутенка почав реквізувати всі товари, які Пів- денною залізницею направлялися до Криму. З 29 червня Сімферо- польська міська управа ввела картки на хліб (1 фунт — 400 грамів на день на людину).

## Рівень зростання цін у Криму в 1918 році
| Продукт       | Рублів за пуд у квітні | Рублів за пуд у серпні |
| Овес          | 8                      | 17                     |
| Ячмінь        | 7,5                    | 10                     |
| Цибуля        | 9                      | 20                     |
| Часник        | 14                     | 45                     |
| Дрова         | 1,25                   | 2,5                    |
| Крупа(фунт)   | 0,5                    | 1,5                    |
| Масло(фунт)   | 6-7                    | 14-15                  |
| Яйця(десяток) | 3                      | 5                      |

Окрім зернового господарства, серйозно постраждали також виноробство та садівництво. Представники Сімферопольської фруктової і винної біржі зазначали, що для збуту та вивезення за межі Криму врожаю фруктів літніх сортів щодня треба було зо вагонів, а для зимових сортів — удвічі більше. Проте для здійснення цієї операції Крим потребував до 1000 вагонів пакувального матеріалу, взяти ж його було нізвідки.
Як повідомляла газета «Утро Юга» за 25 серпня, голова Таврій- ського союзу борошномелів Г. Каганський висловився за «безумовно необхідне економічне об'єднання Криму й України».

## Невдалі спроби порозумітися
Один з прикладів перемовин між Кримськими та Українським урядом
Кістяківський вважав за потрібне підтримати престиж української державності і тим же недбало-розв'язним тоном відповів, що я даремно дивлюся на українську державу як на тимчасове утворення. Пропаде Росія чи ні — йому невідомо, але він цілком впевнений, що Україна буде існувати як самостійна держава. «А Крим буде приєднаний до України, — закінчив він свою промову, хочете ви того, чи не хочете. Якщо ви не здастеся миром, то ми вас завоюємо, якщо ж ви і тоді будете чинити опір, то ми вас повісимо.
Усі спроби зав'язати будь-які відносини з Україною не вдалися, хоча всіма можливими способами ми намагалися довести до відома українських міністрів про нашу готовність вступити у переговори. Але все це було ні до чого, тому що, очевидно, для України в особі її міністерств було просто неприйнятне саме існування кримського кабінету.